# Marjorie Shostak
Marjorie Shostak (11 mai 1945 - 6 octobre 1996) est une anthropologue américaine. Bien qu'elle n'ait jamais obtenu de diplôme officiel en anthropologie, elle a mené des recherches approfondies sur le terrain parmi le peuple !Kung San du désert du Kalahari, dans le sud-ouest de l'Afrique, et est largement connue pour ses descriptions de la vie des femmes dans cette société de chasseurs-cueilleurs.

## Biographie
Marjorie Shostak grandit à Brooklyn, New York. Elle obtient une licence en littérature au Brooklyn College, où elle soutient le mouvement pour l'égalité des droits des femmes et rencontre son futur mari, Melvin Konner.
De 1969 à 1971, Shostak et Konner vivent parmi les !Kung San dans la région de Dobe, dans le sud-ouest de l'Afrique, à la frontière entre le Botswana et l'Afrique du Sud. Ils y apprennent la langue !Kung et mènent des recherches anthropologiques sur le terrain. Tandis que son mari se penche sur des questions médicales telles que la nutrition et la fertilité, Shostak examine le rôle des femmes dans la société !Kung San, devenant proche d'une femme en particulier, connue sous le pseudonyme de "Nisa". Le livre de Shostak sur le sujet, Nisa : The Life and Words of a !Kung Woman, est publié pour la première fois par Harvard University Press en 1981, et est maintenant un ouvrage standard en anthropologie. Il tisse ensemble les différentes voix de Shostak et de Nisa, alternant entre l'observation anthropologique et l'histoire de la vie d'une femme "primitive" racontée dans ses propres mots. Dans le livre, Shostak soutient que les femmes !Kung San ont un statut et une autonomie plus élevés que les femmes des cultures occidentales en raison de leurs contributions alimentaires.
Au cours des années 1980, Shostak et Konner écrivent également un livre populaire et un certain nombre d'articles prônant un "régime paléolithique",,, qui repose sur l'idée que de nombreuses maladies constatées dans les sociétés agricoles et industrialisées résultent, au moins en partie, de régimes alimentaires qui diffèrent considérablement de ceux pour lesquels les êtres humains ont évolué.
Shostak et Konner ont trois enfants ensemble. En 1983, ils déménagent à Atlanta, en Géorgie, lorsque Konner se voit offrir un poste de président du département d'anthropologie de l'Université Emory et que Shostak devient associée de recherche à l'Institut des arts libéraux. Elle donne également des cours d'anthropologie sur les méthodes d'histoire de la vie et le Kalahari.
En 1989, Marjorie Shostak, après un traitement pour un cancer du sein, retourne au Kalahari pour interviewer à nouveau Nisa. Elle meurt en 1996, à l'âge de 51 ans, alors que son deuxième livre, Return to Nisa, est en préparation. Il est publié à titre posthume en 2000. Marjorie Shostak y décrit une cérémonie traditionnelle au Botswana au cours de laquelle Nisa tente de guérir le cancer de Shostak.

## Œuvres choisies
- (1981). Nisa, the life and words of a !Kung woman. Cambridge, MA : Harvard University Press.  (ISBN 978-0-674-00432-0).
- (1988). The Paleolithic Prescription : A Program of Diet and Exercise and a Design for Living. Eaton, S. Boyd ; Shostak, Marjorie ; Konner, Melvin (éds). New York : Harper & Row.  (ISBN 978-0-06-015871-2).
- (1989). Stone-Age Health Programme. Eaton, S. Boyd ; Shostak, Marjorie ; Konner, Melvin (éds). Angus & Robertson Children's.  (ISBN 978-0-207-16264-0).
- (2000). Return to Nisa. Cambridge, MA : Harvard University Press.  (ISBN 978-0-674-00829-8).